# Malînivka, Brusîliv
Malînivka (în ucraineană Малинівка) este un sat în comuna Morozivka din raionul Brusîliv, regiunea Jîtomîr, Ucraina.

## Demografie
Componența lingvistică a localității Malînivka
     Ucraineană (93,55%)
     Rusă (6,45%)
Conform recensământului din 2001, majoritatea populației localității Malînivka era vorbitoare de ucraineană (93,55%), existând în minoritate și vorbitori de rusă (6,45%).